# 火星上的含氯沉积物

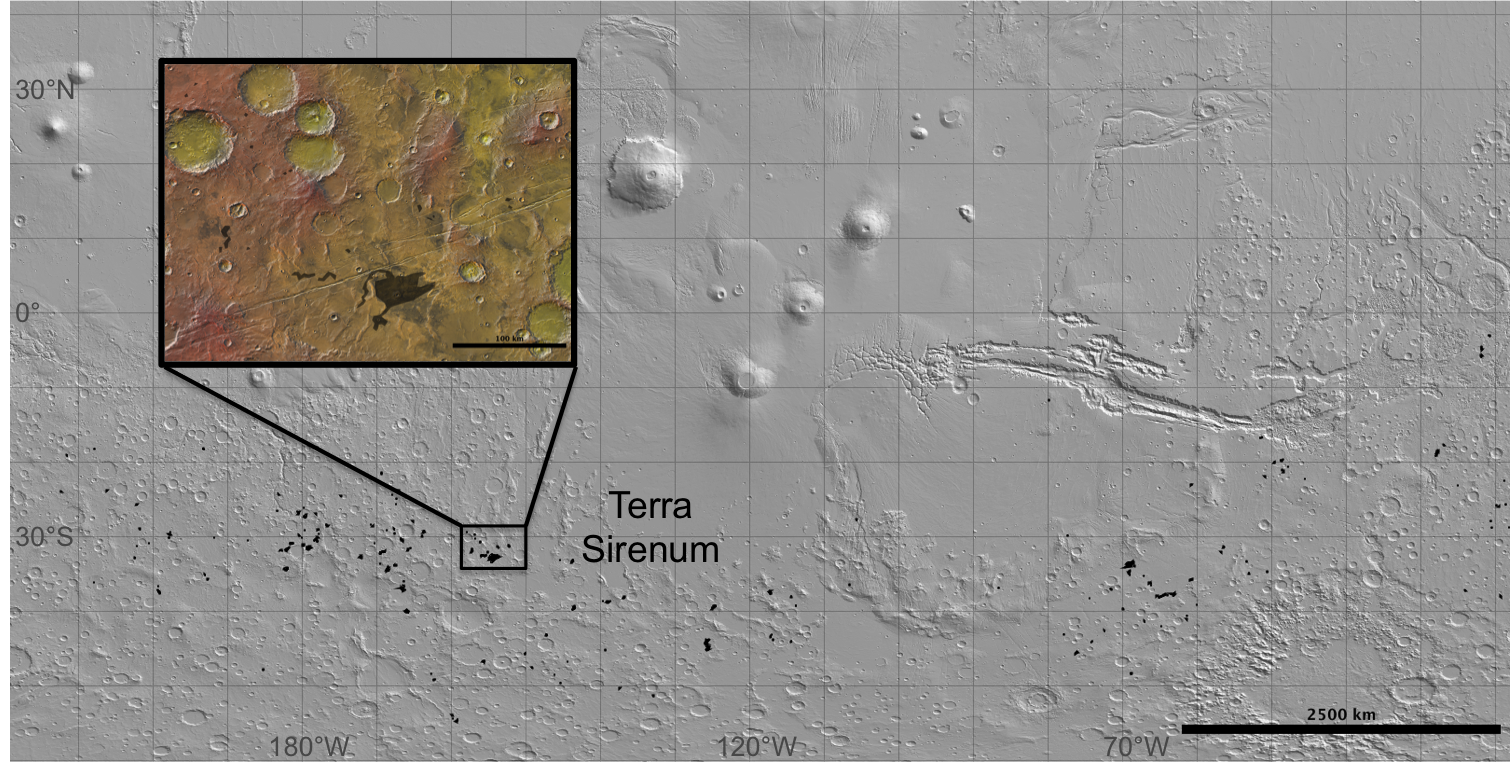
含氯化物沉积物（黑色）在火星轨道器激光高度计高程图（灰度图）中的分布位置。插图区是2011年达维拉（Davila ）等人调查的塞壬高地中的区域。颜色表示高度（红色为较高，黄色为较低）。

在火星南部高地各处，通过热辐射成像系统已确定了约640处含有氯沉积物的位置。这些孤立、形状不规则的地块（面积约为0.33-1300公里2，平均面积为24公里2）可以追溯至火星上更古老的地质年代：诺亚纪（45-35亿年前）和赫斯珀里亚纪（35-29亿年前）。在地球上，氯化物是通过水的作用而形成，估计火星上氯化物沉积物的形成也是类似的过程。这些沉积物的发现意义重大，因为它提供了古代火星存在地表或地下水的进一步证据。

## 氯化物的重要性
氯化物含有阴离子Cl−且易溶于水，这意味着它们提供了过去水作用的证据，有助于限定特定区域的环境类型。在地球上，氯化物的形成主要通过二种作用途径：风化和沉淀，不过地球上的这些矿物更多形成于碱性环境中。而火星上，它们则是由酸性流体所形成，其过程与玄武岩风化有关。这两颗行星上氯化物形成的关键相似之处都在于水的存在，这一点很重要，因为水对地球上的生命至关重要，因此，也推动了对其他行星上生命证据的探寻。氯化物特别令人关注，因为它们有可能通过化学沉淀保留了生命印迹。此外，它们遍布于整个火星南半球，表明它们的形成是火星早期历史中的一个重要过程。

## 识别方法

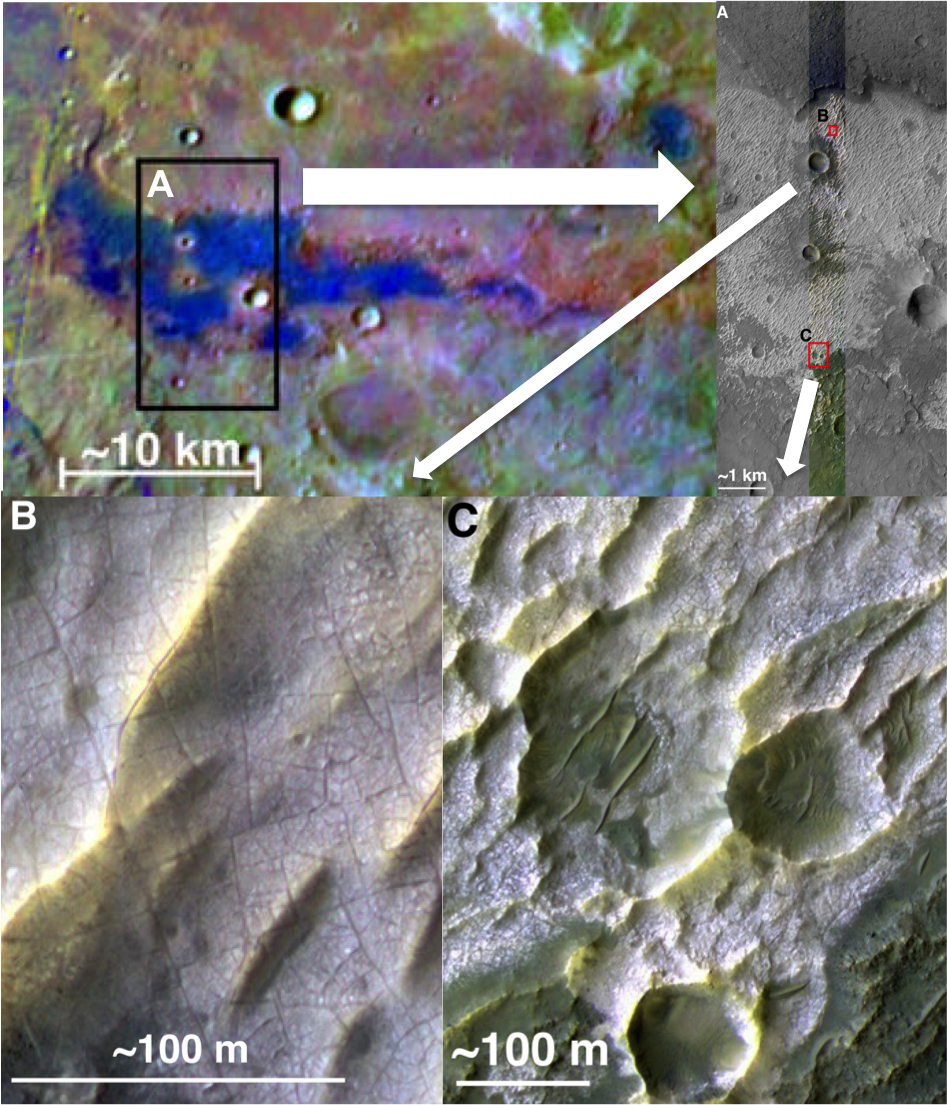
左上)：热辐射成像系统在塞壬高地观察到的蓝色氯化物沉积物。A)：显示在左上图黑方框中的高分辨率成像科学设备图像；B)：显示多边形裂缝的高清图像（方框A中B红框区部分的插图）；C)：高分辨率成像科学设备图像显示了覆盖在退化坑上的氯化物沉积物（方框A中C红框区部分的插图）。

2001火星奥德赛号轨道飞行器上的热辐射成像系统检测到了氯盐，该仪器获得的光谱显示了一种在在~67.2到147.5毫米波长范围内无特色的曲线，很少有物质能反映这一截然不同的光谱特征，因此被断定为这是含氯沉积物的结果。地球上类似这种情况的一则示例是波长与热辐射成像系统相同的仪器所识别出的死亡谷岩盐。利用火星勘测轨道飞行器上高分辨率成像科学设备对这些沉积物所做的进一步研究表明，这些特征是覆盖在退化小陨坑上的浅色和形状不规则裂缝。该轨道器上的紧凑型火星侦察成像光谱仪拍摄的光谱也在实验室中进行了分析，以解释热辐射成像系统数据中所观察到的无特征曲线。还对地球上已知的矿物也进行了对比测试，查看它们是否会再现相同或不同的热辐射成像系统光谱。黄铁矿被确认为与火星上的矿物不相符。在一些测试实例中，含石盐的洪流玄武岩混合物再现了这种光谱，由此巩固了产生热辐射成像系统光谱的沉积物为氯化物的结论。不过，真正为氯化物沉积物的最确凿证据将是来自火星表面的原位观测。

## 塞壬高地
塞壬高地是火星南部高地中的一个区域（约位于南纬38.8度、东经221度处），与典型的背景土壤相比，具有亮度更高的突出特征，这是一个特别值得关注的地方，因为这里是氯化物出现最多的地方。一项研究将一座坑际盆地（300–400 公里）最低地形面上六处氯化物沉积区（10–50 公里2）解释为单独的盐滩，盐滩间的连接通道提供了共同起源的证据，如水的蒸发。将这些盐滩与地球上看到的盐滩（如阿塔卡马沙漠中的盐滩）进行比较，进一步支持了盐滩由蒸发形成的假设。使用紧凑型火星侦察成像光谱仪数据，该研究还观察到撞击坑边缘及周围喷出物中的页硅酸盐出现在氯化物附近。另一项研究通过紧凑型火星侦察成像光谱仪以及热辐射成像系统观察到，页硅酸盐与氯化物的位置很靠近。页硅酸盐还为诺亚纪时期发生的水作用提供了证据，两项研究都确定页硅酸盐沉积的时间更早。

## 另请查看
- 火星矿物